# Jan Śledzianowski
Jan Śledzianowski (ur. 3 czerwca 1938 w Bieżuniu) – polski duchowny rzymskokatolicki diecezji kieleckiej, socjolog, teolog, profesor nauk teologicznych.

## Życiorys
Syn Romana i Emilii z Ozimkiewiczów. Ukończył Szkołę Podstawową im. A. Zamojskiego w Bieżuniu (1953), a następnie Liceum Ogólnokształcące w Staroźrebach (1957). W latach 1957–1963 odbył studia filozoficzno-teologiczne w Wyższym Seminarium Duchownym w Kielcach, zakończone przyjęciem święceń kapłańskich z rąk ks. bp. Czesława Kaczmarka. Od 1973 do 1979 roku studiował teologię i pedagogikę rodziny na Katolickim Uniwersytecie Lubelskim. Doktoryzował się w 1981 na tej uczelni. Stopień doktora habilitowanego nauk humanistycznych w zakresie socjologii uzyskał w 1989 roku w oparciu o rozprawę Rodzina w diecezji kieleckiej – studium socjologiczno-pastoralne.
Profesor Wyższego Seminarium Duchownego w Kielcach w latach 1977–1982 i od 1996 roku. W 1993 roku został profesorem Wyższej Szkoły Pedagogicznej w Kielcach, przekształconej następnie w Akademię Świętokrzyską. Na uczelni tej pełnił funkcję kierownika Zakładu Pedagogiki (1993–1996) oraz Zakładu Profilaktyki Społecznej i Resocjalizacji. Od 1996 roku był również wykładowcą Wszechnicy Świętokrzyskiej. Ponadto pracował w Świętokrzyskim Instytucie Teologicznym KUL w Kielcach.
Założył Koło Towarzystwa Pomocy im. A. Chmielowskiego w Kielcach (1985), Stowarzyszenie Rodzin Katolickich (diecezji kieleckiej, 1993) oraz grupy Anonimowych Alkoholików w województwie kieleckim (1989–2000). Jest współzałożycielem Świętokrzyskiego Ruchu Trzeźwości, w którym pełnił funkcję wiceprezesa. Współorganizował Świętokrzyski Klub Abstynenta „Raj” (1985). Zorganizował oddział Stowarzyszenia Polskiego Związku Kobiet Katolickich (1995) oraz Katolicki Ośrodek Adopcyjno-Opiekuńczy (diecezji kieleckiej, 1996). Utworzył Dom Samotnej Matki w Łukowej (1985) i Wiernej (1989), a także Schronisko dla Bezdomnych Mężczyzn w Miechowie (1991).
Odznaczony m.in. Złotym Krzyżem Zasługi (1996) i Krzyżem Kawalerskim Orderu Odrodzenia Polski (2001). Laureat Nagrody Miasta Kielce (2002).

## Wybrane publikacje
- Ona była taka, Kraków 1968 (wydane ponownie pod nazwą Ona była taka..., Kielce 2009)
- Śladami Kostki, Poznań-Warszawa 1982 (wydane ponownie w Kielcach w 2004)
- Mówić sobą, Kraków 1983
- Rodzina w Diecezji Kieleckiej. Studium socjologiczno-pastoralne, Kielce 1988
- Ksiądz Czesław Kaczmarek – biskup kielecki 1895-1963, Kielce 1991 (wydane ponownie w 2008 i 2009)
- AIDS – śmiertelny przypadek, Kielce 1995
- Towarzystwo Pomocy im. św. Brata Alberta a bezdomność, Wrocław 1995
- Pytania nad pogromem kieleckim, Kielce 1998
- Zranione ojcostwo. Na podstawie badań Stowarzyszenia Obrony Praw Ojca, Kielce 1999
- Ach! Ten tata... Na podstawie badań dzieci i młodzieży – ich więzi z ojcami, Kielce 2000
- Aspiracje życiowe gimnazjalistów (na podstawie badań uczniów z województwa świętokrzyskiego), Kielce 2001
- Pomnik marzeń w Kielcach, Kielce 2001
- Alkoholizm, narkomania, nikotynizm wśród młodzieży szkolnej województwa świętokrzyskiego, Kielce 2003
- ...i nie opuszczę cię aż do śmierci, Kielce 2003
- Uzależnienia wśród dzieci i młodzieży szkolnej. Na przykładzie województwa świętokrzyskiego, Kielce 2004
- Rodzina międzypokoleniowa w Polsce na progu XXI wieku, Kielce 2008
- Eutanazja – dobra śmierć czy zabójstwo człowieka, Kielce 2010
- Niepełnosprawni i „pełnosprawni”, Kielce 2012